# Чарлі Оґлтрі
Чарлі Оґлтрі (англ. Charlie Ogletree, 11 жовтня 1967) — американський яхтсмен.
Срібний призер Олімпійських Ігор 2004 року в класі Торнадо.